# Vesnický potok
Vesnický potok je drobný vodní tok v okresech Chomutov a Most. Potok je dlouhý 5,3 km, plocha povodí měří 9,1 km² a průměrný průtok v ústí je 0,15 m³/s. Spravuje ho státní podnik Povodí Ohře.
Potok pramení v Krušných horách v okrese Most na jižním svahu Medvědí skály v nadmořské výšce 860 metrů, odkud stéká strmým údolím, přičemž na necelých čtyřech kilometrech překonává převýšení větší než 500 metrů. Údolí je součástní národní přírodní rezervace Jezerka. Na třetím říčním kilometru stojí hráz vodní nádrže Jezeří, kterou potok zásobuje vodou. Pod přehradou roste na levém břehu památný strom Žeberská lípa. Přibližně od lípy bylo koryto potoka zatrubněno, ale v roce 2012 vypsalo Ministerstvo financí zakázku na úpravu přeložky koryta. Pod horami se potok prudce stáčí na jihozápad a vtéká do mostecké pánve. Teče zde betonovým korytem, do kterého je svedena jedna z větví Kundratického potoka. Východně od Vysoké Pece se napojuje na Podkrušnohorský přivaděč. Původně se u Dřínova vléval v nadmořské výšce 235 metrů zleva do Bíliny.